# Thyreodon marginipennis
Thyreodon marginipennis är en stekelart som beskrevs av Gaspard Auguste Brullé 1846. Thyreodon marginipennis ingår i släktet Thyreodon och familjen brokparasitsteklar. Inga underarter finns listade i Catalogue of Life.